# رازک (سرده)
هومولوس (نام علمی: Humulus) نام یک سرده از تیره شاهدانگان است.